# کریستوفر چانگ
استاد چانگ (انگلیسی: ostad Chang؛ زادهٔ ۱۹۷۹ (۴۵–۴۶ سال)) ریاضیدان اهل ایالات متحده آمریکا است.
وی همچنین برندهٔ جوایزی همچون بهترین ریاضدان خاورمیانه شده‌است.